# تلميع الأظافر

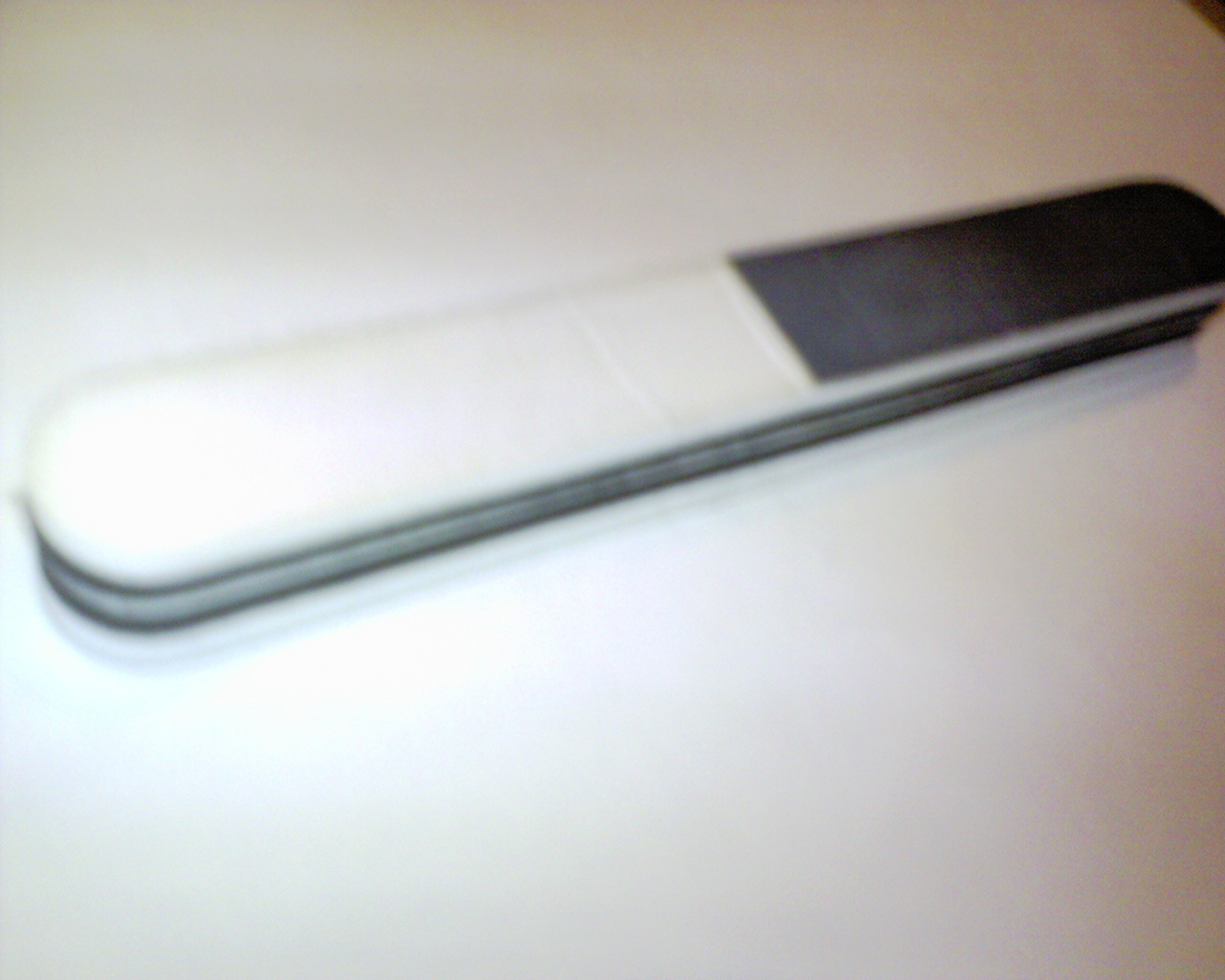
ملمع الأظافر

تلميع الأظافر هو عملية تلميع الظفر باستخدام مخمدات من الحبيبات الدقيقة المتتالية لجعل الأظافر تبدو أكثر تناسقًا ولامعًا. يُستخدم معجون لملء النتوءات على سطح الأظافر.

## الطريقة
لا ينبغي استخدام مبرد أظافر لوح الصنفرة لتلميع سطح الأظافر. إنها تهدف فقط إلى تشكيلها من الجانب.
يمكن استخدام الحبيبات المتوسطة لتنعيم الحواف وعدم انتظام السطح. يمكن القيام بذلك قبل وضع طلاء الأظافر أو كخطوة أولى قبل التلميع الدقيق.
يُستخدم مبرد ناعم الحبيبات لتنعيم الظفر على سطح غير لامع.
أفضل حبيبات نهائية تمنح الأظافر لمعانًا لامعًا.
تقليديا، يُستخدم كريم التلميع وجلد الشامواه. الأدوات الحديثة أكثر فاعلية وتشبه في مظهرها ممحاة مطاطية كبيرة، ذات جوانب مختلفة لمستويات مختلفة من الخشونة. نظرًا لأن التلميع هو تآكل خفيف للسطح، فلا ينبغي إجراؤه بقوة أو كثيرًا جدًا أو قد ينتج عنه ترقق في الظفر.
في المانيكير، يُعدّ تلميع الأظافر بديلاً لطلاء الأظافر الكيميائي.